# 安大略省
安大略省（英語：Ontario），簡稱安省，位于加拿大的東部，面積約100萬平方公里，加拿大的首都渥太华也在安大略省。安大略是加拿大人口最多的聯邦省份，根據2020年4月統計数据显示，安大略人口大約是14,745,040人。

## 地理
安大略北達哈得逊湾，东邻魁北克，西接曼尼托巴，南界美国明尼苏达、密歇根、俄亥俄、宾西法尼亚與紐約等州。安大略同美国的边界基本上都是河流或是湖泊，自西面的森林湖直到东部康沃尔的圣劳伦斯河，位於Watap湖及高山湖之間的陸地，是安大略省與美國之間唯一陸地相接的地方。这其中包括五大湖中的四座湖苏必利尔湖、休伦湖、伊利湖和安大略湖（安大略自此得名，“安大略”在易洛魁语中是美丽的湖的意思）。安大略全省大约有25000个湖泊以及全长超过十万公里的河流。
最大城市和首府为多伦多，是安大略湖西岸所謂「金馬蹄地區」（Golden Horseshoe）城市帶的主要城市之一。加拿大首都渥太华在省的最东端渥太華河畔。渥太华河也是安大略和魁北克两省之间的主要界河。
全省可分为三个地理区域：北安大略基本为加拿大地盾的崎岖山地。全省最高点在伊示巴蒂那山脉上；西部和中部为加拿大地盾，土地贫瘠，礦產丰富，河流和湖泊众多；东北部是哈得逊湾低地，多为森林和沼泽；东南部的五大湖－圣劳伦斯河谷地，人口眾多，气候温暖。工业区主要在此，通过圣劳伦斯海道可以直通大西洋。
来自全世界众多的移民，特别是前往大多伦多地区的移民，令該省的文化比起其他省分更加多样化。安大略大约有百分之五的人口说法语。
安省地區都是根據大多倫多地區的位置而命名，例如“安省西部”其實是在安省的西南部。由多倫多到溫莎，大約95％的安省居民都住在安省南部，由渥太華到溫莎。其餘的5％住在安省北部。

## 重要城市
- 多倫多（Toronto）
- 渥太華（Ottawa）
- 哈密爾頓（Hamilton）
- 金斯顿 (安大略省)（Kingston）
- 密西沙加 (Mississauga)
- 雷湾（Thunder Bay）
- 貴湖（Guelph）
- 欧文桑德（Owen Sound）
- 伦敦（London）
- 温莎（Windsor）
- 滑铁卢（Waterloo）
- 佩塔瓦沃（Petawawa）

### 都会区
| 排名 | 都会区名稱                    | 2016人口  |
| ---- | ----------------------------- | --------- |
| 1    | 多伦多 CMA                    | 5,928,040 |
| 2    | 渥太华-加蒂诺 CMA (省内部分)  | 991,726   |
| 3    | 哈密尔顿 CMA                  | 747,545   |
| 4    | 基奇纳-剑桥-滑铁卢 CMA        | 523,894   |
| 5    | 伦敦 CMA                      | 494,069   |
| 6    | 圣凯瑟琳斯-尼亚加拉瀑布城 CMA | 406,074   |
| 7    | 奥沙华 CMA                    | 379,848   |
| 8    | 温莎 CMA                      | 329,144   |
| 9    | 巴里 CMA                      | 197,059   |
| 10   | 大萨德伯里 CMA                | 164,689   |
| 11   | 金斯顿 CMA                    | 161,175   |
| 12   | 贵湖 CMA                      | 151,984   |
| 13   | 布兰特福德 CMA                | 134,203   |
| 14   | 彼得堡 CMA                    | 121,721   |
| 15   | 雷湾 CMA                      | 121,621   |
| 16   | 贝尔维尔 CMA                  | 103,472   |
| 17   | 查塔姆-肯特 CA                | 102,042   |
| 18   | 萨尼亚 CA                     | 96,151    |
| 19   | 苏圣玛丽 CA                   | 78,159    |
| 20   | 卡沃萨湖 CA                   | 75,423    |

## 历史
欧洲人到来前，此地区主要居民为印第安的阿尔冈昆人和易洛魁人部落。法国探险家艾蒂·布鲁勒於1610年到1612年探索了安大略省的一部分地区。英国探险家亨利·哈得逊于1611年航行到了哈得逊湾，并宣布此地为英国所有。但法国人萨缪尔·德·尚普兰于1615年到达休伦湖，法国传教士开始在大湖地区建立驻地。这些法国移民点遭到了敌视他们的易洛魁人的袭击，当时易洛魁人更愿意同英国人结盟。

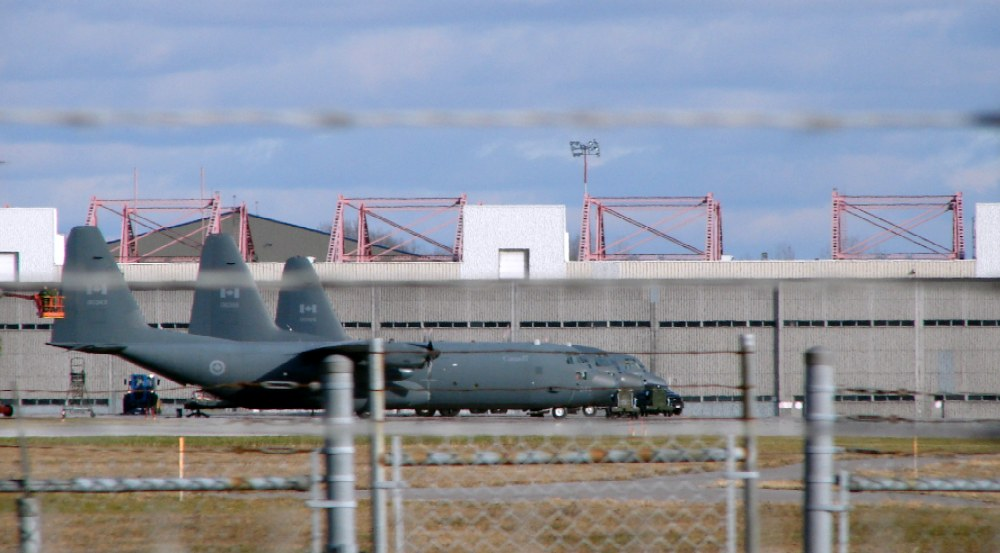
特倫頓空軍基地

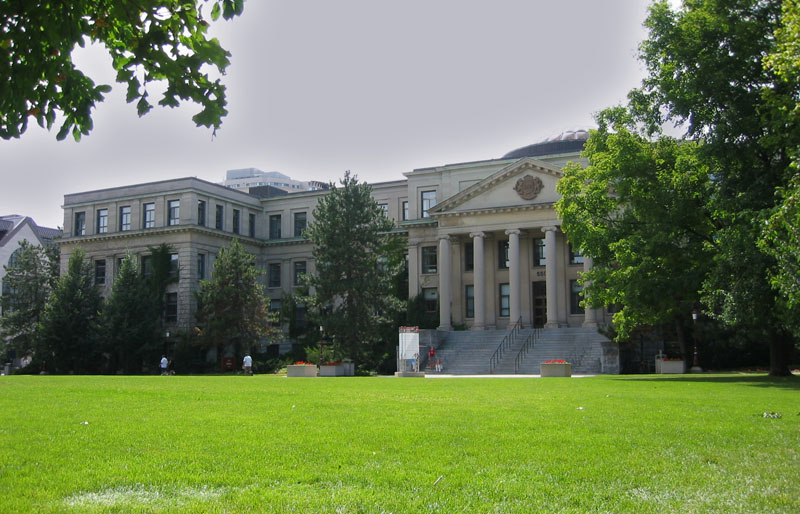
渥太華大學

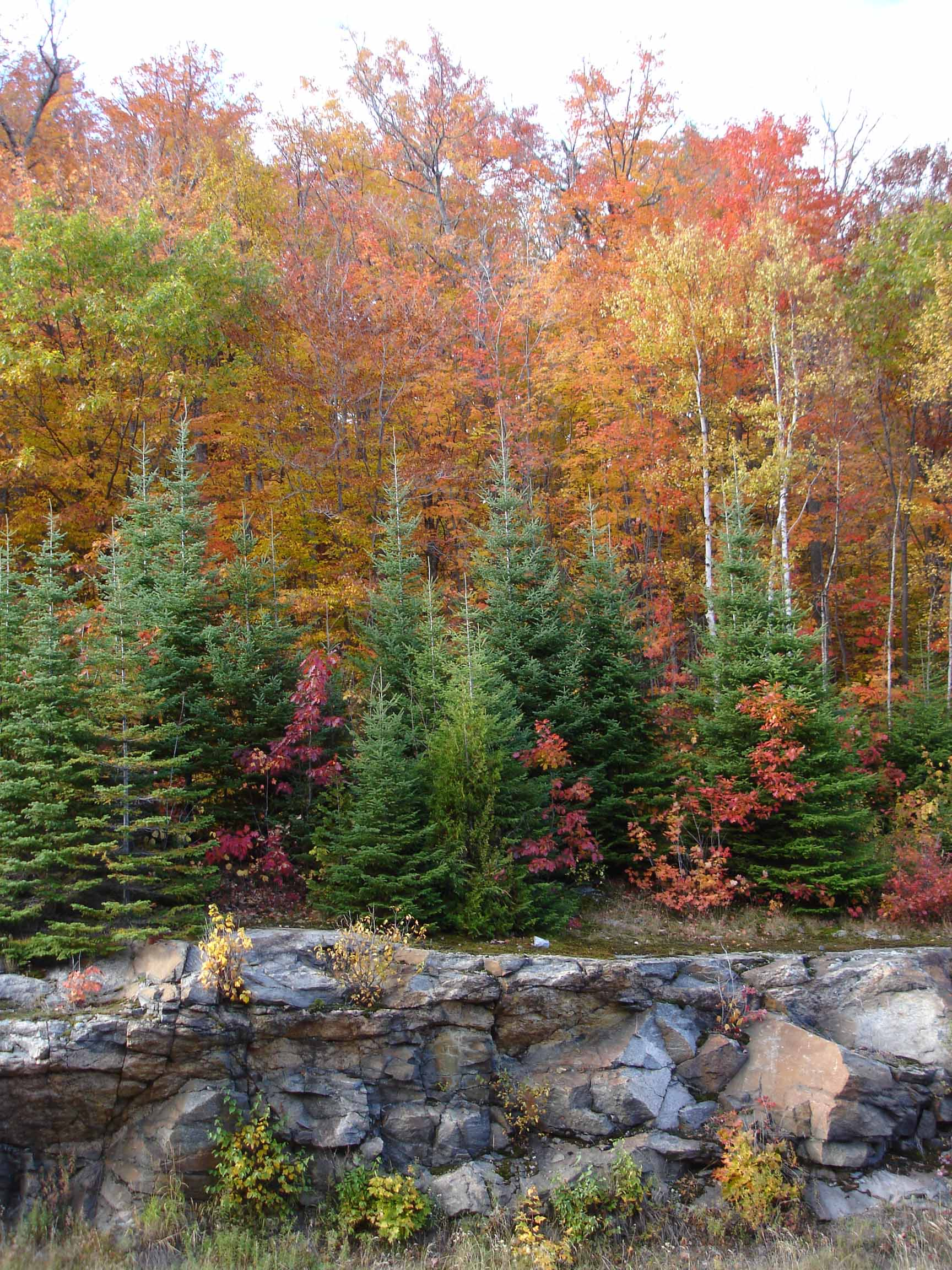
安大略野生樹林

17世纪末，英国人开始在哈得逊湾建立贸易站，并着手争夺安大略的控制权。1763年七年战争结束，巴黎条约规定将法国在北美几乎所有的领地（即新法兰西）都转给英国。安大略1774年并入魁北克。从1783年到1796年，对于美国独立战争中逃离的保皇派，英国给予200公顷的土地，让他们在加拿大开始新的生活。此项措施使得渥太华河以西的加拿大人口迅速增加。1791年的宪法法案将魁北克分成渥太华河西面的上加拿大与东面的下加拿大两块。1793年，閃高（John Graves Simcoe）被任命为上加拿大第一任总督。
在1812年战争中，美国军队越过尼亚加拉河与底特律河进入安大略，但被英军和原住民军队赶了出去。美军控制了安大略湖和伊利湖，并在约克战役中一度占领了约克（今多伦多市），但美军无力守住约克，于是撤退时将其烧为白地。
1812年战争结束后，由于不满英属北美实行的家族寡头统治，上下加拿大都曾爆发过反叛运动，但都被英国政府扑灭。1840年，上下加拿大两省合并为加拿大省。1848年加拿大省建立了议会制自治政府。到了1850年左右，加拿大的英裔人口超过法裔。1860年代，由于担心美国内战影响到加拿大，英裔和法裔开始筹划在英属北美殖民地建立更广泛的联邦。1867年7月1日，英属北美法生效，加拿大省重新分成安大略和魁北克两省，安大略、魁北克、新斯科舍和新不伦瑞克四省组成加拿大自治领。多伦多也从此正式成为安大略的首府。
1872年到1896年，奥利弗·默瓦特当选安大略省长。在他的任期内，安大略省权力和地域都得到了扩张，现在的安大略西北部，苏必利尔湖到哈得逊湾的广大地域传统上并不是上加拿大的辖区，但在他的努力争取下，这片土地成了安大略省的一部分。默瓦特同联邦政府总理约翰·麦克唐纳的对省权的争夺也使得加拿大未成为一个高度集权的国家。同时期联邦政府修建的加拿大太平洋铁路从安大略穿过，也造成了省内工业的繁荣。
19世纪末期，矿业开采开始繁荣。同时也开始利用水利发电。当时成立的安大略水电委员会即是现在安大略水电公司的前身。便宜的电力更促进了制造业的发展，1904年福特公司在温莎开办加拿大分公司，1918年通用汽车加拿大分公司也成立了。汽车制造自此成为安大略的主要产业之一。
二战以后安大略经济继续迅猛发展。大多伦多地区吸引了大量的移民。自1980年后，很多移民来自欧洲以外的地区，安大略也成为一个多民族的省份。1970年代以后，由于魁北克獨立運動的影响，很多商业也从蒙特利尔转移到多伦多，使得多伦多超过蒙特利尔，成为加拿大最大的城市。

## 经济
該省的工业主要为制造业，东南部城市带为全国工业中心。主要产品有汽车、钢铁、食品、电器、机械、化工和纸张，其中安省南部，尤其是汽车制造业重心所在，通用、福特、克莱斯勒、丰田、本田都在此设厂生产汽车，行销北美洲。
科技工业也很发达，特别是在萬錦、滑铁卢和渥太华等城市附近地区。
汉密尔顿市是加拿大最大的钢铁制造城市，紧随其后的是圣苏玛丽，和薩尼亞市是石油化工生产的中心。 2011年6月，建筑施工行业雇佣了该省6.5％以上的劳动力。
位處加拿大地盾的大薩德伯里为安大略省矿产中心，是加拿大最大的镍矿公司(INCO)的所在地。
安大略众多的河流、湖泊，特别是與美国共享的尼亚加拉河提供了丰富的水电资源。

### 农业
农业和畜牧业在安大略南部和圣劳伦斯河谷地是很重要的產業。安省南部克莱尔湖和伊利湖之间，还有尼亚加拉半岛上有重要的蔬菜水果生产基地和酒厂。渥太华附近还有苹果种植。莱明顿附近有全世界最大的复式温室，面积约两百多公顷（0.8平方公里），大部分用来种植番茄。休伦湖沿岸和乔治湾附近为牛肉生产中心。安大略同时也是养蜂大省。聖嘉芙蓮斯和滨湖尼亚加拉一带葡萄园林立，是安大略省的酿酒业中心，所产冰酒颇有名。
被定義為玉米帶的地區覆蓋了該省西南部的大部分地區，向北延伸至靠近戈德里奇，但玉米和大豆遍布該省南部。 蘋果園是柯林伍德附近Nottawasaga海灣（喬治亞灣的一部分）南岸以及科堡附近安大略湖北岸沿岸的常見景觀。

### 能源

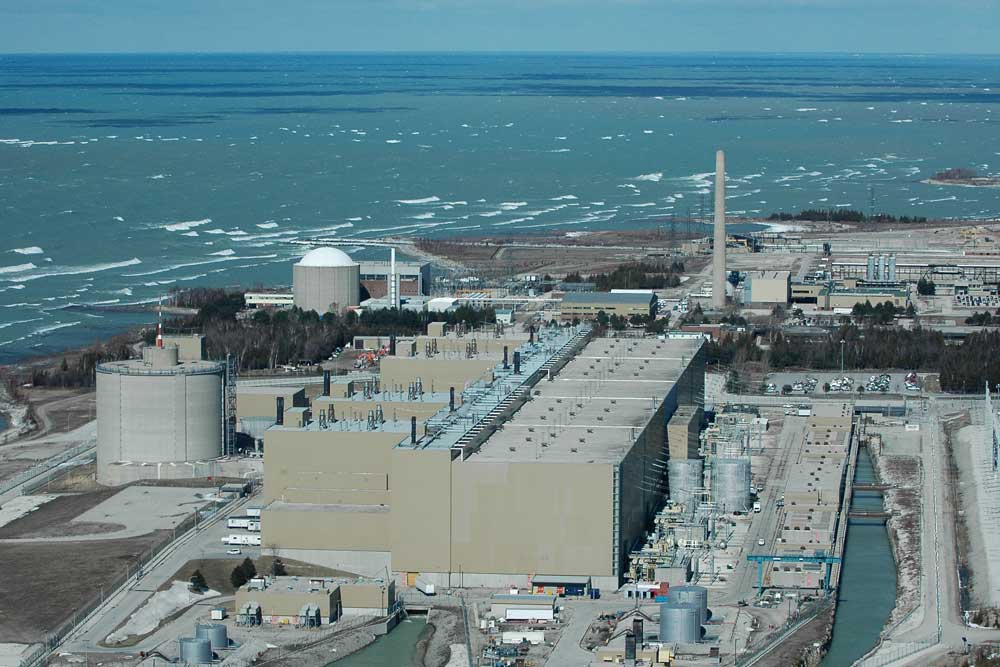
在休倫湖的坎杜堆布魯斯核電站是世界上最大的核電工廠

2009年《綠色能源和綠色經濟法令》（GEA）採取雙管齊下的方式來商業化可再生能源：
1. 為該省帶來更多的可再生能源资源
2. 採取更多能源效率措施來幫助節約能源

該法案設想任命一位可再生能源協調員為項目開發商提供“一站式”協助和支持，以促進項目批准。
傳輸項目的審批流程也將被精簡，並且（首次在安大略省）該法案將製定可再生能源項目的標準。 房主可以獲得獎勵，以開發小規模可再生能源，如低息貸款或無息借贷，以資助太陽能電池板等可再生能源發電設施的資本成本。
安大略省是尼亞加拉大瀑布的所在地，尼亞加拉大瀑布向該省供應大量電力。 全球最大的核電站布魯斯核電站也在安大略省，並使用8個CANDU反應堆為該省發電。

## 政治
安大略省实行一院制，省议会中多数党领袖出任省长。省督是查理斯三世在省内主权的代表，由加拿大总理推薦後由加拿大總督委任。安大略省现在的主要政党有安大略进步保守党，安大略自由党，安大略新民主党。现在执政党是安大略进步保守党，省长为道格·福特。

## 文化教育
- 多伦多大学
- 约克大學
- 皇后大学
- 麥克馬斯特大學
- 西安大略大学
- 滑鐵盧大學
- 渥太華大學
- 威尔弗里德·劳雷尔大學
- 圭尔夫大學
- 多倫多都會大學（前稱懷雅遜大學）
- 卡尔顿大学
- 布鲁克大学
- 劳伦森大学
- 安省法文大學
- 湖首大學
- 聖保祿大學（英语：Saint Paul University）